# Karate-Europameisterschaften 2006
Die 41. Karate-Europameisterschaften der European Karate Federation wurden vom 5. bis 7. Mai 2006 in Stavanger, Norwegen ausgetragen. Insgesamt starteten 406 Teilnehmer aus 39 Nationen.

## Medaillen Herren

### Einzel
| Kategorie     | Gold               | Silber                  | Bronze                                   |
| ------------- | ------------------ | ----------------------- | ---------------------------------------- |
| Kata          | Luca Valdesi       | Kristian Novak          | Vu Duc Minh Dack Lucio Maurino           |
| Kumite –60 kg | David Luque        | Ömer Kemaloğlu          | Danil Domdjoni William Rollé             |
| Kumite –65 kg | César Castaño      | Ciro Massa              | Christian Grüner Adam Kovács             |
| Kumite –70 kg | Mensur Cakić       | Diego Davy Vandeschrick | Giuseppe Di Domenico Jason Ledgister     |
| Kumite –75 kg | Olivier Beaudry    | Salvatore Loria         | Mate Odak Davíd Santana                  |
| Kumite –80 kg | Zeki Demir         | Davin Pack              | Luigi Busà Konstantinos Papadopoulos     |
| Kumite +80 kg | Leon Walters       | Arnel Kalušić           | Stefano Maniscalco Calum Robb            |
| Kumite Open   | Stefano Maniscalco | Diego Davy Vandeschrick | Ludovic Cacheux Spyrídon Margaritópoulos |

### Mannschaft
| Kategorie | Gold | Silber                                               | Bronze |
| --------- | --- | ---------------------------------------------------- | --- |
| Kata      | Frankreich Julien Dupont Ayoub Neghliz Jonathan Plagnol                                                  | Italien Vincenzo Figuccio Lucio Maurino Luca Valdesi | Kroatien Spanien Manuel Cedres Damián Quintero Fernando San José                                                 |
| Kumite    | Türkei Okay Arpa Yusuf Başer Zeki Demir Yücel Gündoğdu Yavuz Karamollaoğlu Yaser Şahintekin Serkan Yağcı | Bosnien und Herzegowina                              | Niederlande Italien Luigi Busà Giuseppe Di Domenico Salvatore Loria Stefano Maniscalco Ciro Massa Francesco Ortu |

## Medaillen Damen

### Einzel
| Kategorie     | Gold             | Silber           | Bronze                          |
| ------------- | ---------------- | ---------------- | ------------------------------- |
| Kata          | Miriam Cogolludo | Petra Nová       | Almudena Muñoz Mirna Šenjug     |
| Kumite –53 kg | Monika Višňovská | Jelena Kovačević | Loris Afarah Ulrike Fleischmann |
| Kumite –60 kg | Carmen Vicente   | Maria Sobol      | Eva Medveďová Silvia Sperner    |
| Kumite +60 kg | Laurence Fischer | Yıldız Aras      | Jeannine Herrgesell Aza Koshty  |
| Kumite Open   | Snežana Perić    | Yıldız Aras      | Cristina Feo Nadine Ziemer      |

### Mannschaft
| Kategorie | Gold                                                                      | Silber                                                  | Bronze                                                                                   |
| --------- | ------------------------------------------------------------------------- | ------------------------------------------------------- | ---------------------------------------------------------------------------------------- |
| Kata      | Frankreich Jessica Buil Sabrina Buil Laëtitia Guesnel                     | Italien Sara Battaglia Viviana Bottaro Samantha Piccolo | Kroatien Spanien Miriam Cogolludo Ruth Jiménez Almudena Muñoz                            |
| Kumite    | Deutschland Ulrike Fleischmann Kora Knühmann Silvia Sperner Nadine Ziemer | Bosnien und Herzegowina                                 | Serbien und Montenegro Spanien Gloria Casanova Irene Colomar Cristina Feo Carmen Vicente |

## Medaillenspiegel
| Platz | Land                    | Gold | Silber | Bronze | Gesamt |
| ----- | ----------------------- | ---- | ------ | ------ | ------ |
| 1     | Spanien                 | 4    | 0      | 6      | 10     |
| 2     | Frankreich              | 4    | 0      | 3      | 7      |
| 3     | Italien                 | 2    | 4      | 5      | 11     |
| 4     | Türkei                  | 2    | 3      | 0      | 5      |
| 5     | Bosnien und Herzegowina | 1    | 3      | 1      | 5      |
| 6     | England                 | 1    | 1      | 1      | 3      |
| 7     | Deutschland             | 1    | 0      | 5      | 6      |
| 8     | Serbien und Montenegro  | 1    | 0      | 1      | 2      |
|       | Slowakei                | 1    | 0      | 1      | 2      |
| 10    | Kroatien                | 0    | 2      | 4      | 6      |
| 11    | Belgien                 | 0    | 2      | 0      | 2      |
| 12    | Russland                | 0    | 1      | 1      | 2      |
| 13    | Tschechien              | 0    | 1      | 0      | 1      |
| 14    | Griechenland            | 0    | 0      | 2      | 2      |
| 15    | Israel                  | 0    | 0      | 1      | 1      |
|       | Niederlande             | 0    | 0      | 1      | 1      |
|       | Schottland              | 0    | 0      | 1      | 1      |
|       | Ungarn                  | 0    | 0      | 1      | 1      |
| Total | Total                   | 17   | 17     | 34     | 68     |